# Adrián Di Monte
Adrián Di Monte (Santa Clara, Kuba, 1990. július 31. –) kubai színész és énekes.

## Élete és pályafutása
1990. július 31-én született a kubai Santa Clarában. 15 évesen költözött családjával az Amerikai Egyesült Államokba. 2011-ben az Aurorában kapott egy kisebb szerepet. 2012-ben Ignaciot alakította a Rosario című telenovellában. 2016-ban debütált énekesként Quiero című dalával.

## Filmográfia

### Televízió
| Év        | Eredeti Cím                        | Cím            | Szerep                | Stúdió                 |
| --------- | ---------------------------------- | -------------- | --------------------- | ---------------------- |
| 2011      | Aurora                             |                |                       | Telemundo              |
| 2011      | Mi corazón insiste …en Lola Volcán | Szalamandra    | Papi                  | Telemundo              |
| 2011      | Eva Luna                           | Eva Luna       | Humberto              | Venevision - Univision |
| 2012      | Rosario                            |                | Ignacio 'Nacho' Gómez | Venevision - Univision |
| 2013-2014 | Cosita Linda                       |                | Santiago Rincón       | Venevision             |
| 2014      | Voltea Pa'Que Te Enamores          |                | Armando               | Venevision - Univision |
| 2015-2016 | ¿Quién es quién?                   | Éld az életem! | Eugenio Hernández     | Telemundo              |
| 2016      | Señora Acero 3.                    |                | Abelardo Casares      | Telemundo - Argos      |
| 2017      | La doble vida de Estela Carrillo   |                | Joe                   | Televisa               |

### Film
- Midnight sun (2014)